# Csúcsforgalom (film, 1973)
A Csúcsforgalom (eredeti cím: Heavy Traffic) 1973-ban bemutatott amerikai rajzfilm, amelyet Ralph Bakshi írt és rendezett. A zenéjét Ed Bogas és Ray Shanklin szerezte, a producerei Samuel Z. Arkoff és Steve Krantz voltak. A mozifilm a Steve Krantz Productions gyártásában készült, az American International Pictures forgalmazásában jelent meg. 
Amerikában 1973. augusztus 8-án mutatták be a mozikban, Magyarországon 1997. november 15-én a TV2-n adták le a televízióban.

## Cselekmény
A film a 22 éves Michael Corleone történetét meséli el, aki egy olasz-amerikai származású New York-i. Michael a szüleivel él, akik veszekednek apja, Angelo "Angie" nőügyei miatt. Édesanyja, Ida, hívő zsidó. Michael barátnője, Carole csaposként dolgozik, aki folyamatosan meghívja őt italra. Carole és Michael viszonyba kezdenek, miután Carole véget vetett kapcsolatának a testes, de lábatlan Shortyval. Mindketten úgy döntenek, hogy Chicagóba mennek, hogy az ottani éjszakai klubokban találják meg a szerencséjüket. Carole társasági hölgynek adja ki magát, és Michael felhívja rá a férfiak figyelmét. Az üzlet azonban megbukik, amikor az első ügyfél szívrohamban meghal. Ezután Michael és Carole beszállnak a prostitúcióba. Az első ügyfél egy üzletember, akinek sok pénze van. Michael Carole jelzésére beront a szobába, és egy acélcsővel agyonveri. Mindketten lelépnek a pénzzel, de Shorty, aki követte őket, lelövi Michaelt. Angelo Corleone azért adott erre parancsot, mert nem nézne ki jól a maffiacsaládjában, ha a rokonoknak feketékkel kellene foglalkozniuk. 
A sokkoló képek és szörnyű események kaleidoszkópja után a film visszatér az élőszereplős történethez. Az „igazi” Michael tönkretesz egy flipperautomatát, mivel az megbillen, majd kisétál az utcára. Összefut az „igazi” Carole-lal, és követi őt egy parkba. Rövid ideig vitatkoznak, majd megfogják egymás kezét, és táncolni kezdenek a parkban.

## Szereplők
| Szereplő                                      | Színész                         | Magyar hang                                     |
| --------------------------------------------- | ------------------------------- | ----------------------------------------------- |
| Michael Corleone                              | Joseph Kaufmann (hang is)       | Boros Zoltán                                    |
| Carole                                        | Beverly Hope Atkinson (hang is) | Kiss Erika                                      |
| Szereplő                                      | Eredeti hang                    | Magyar hang                                     |
| Angelo „Angie” Corleone                       | Frank DeKova                    | Beregi Péter                                    |
| Ida Corleone                                  | Terri Haven                     | Némedi Mari                                     |
| Molly                                         | Mary Dean Lauria                | Madarász Éva                                    |
| Őrült Moe                                     | Charles Gordone                 | Koroknay Géza                                   |
| Piros sapkás fekete férfi                     | N/A                             | Koroknay Géza                                   |
| Jerry                                         | Peter Hobbs                     | Balázsi Gyula                                   |
| Snowflake                                     | Jim Bates                       | ?                                               |
| Rosalyn Schecter                              | Jacqueline Mills                | ?                                               |
| Rosa                                          | Lillian Adams                   | ?                                               |
| Keresztapa                                    | N/A                             | Csuja Imre                                      |
| Shorty                                        | N/A                             | Horányi László                                  |
| Mario                                         | N/A                             | Szokol Péter                                    |
| Keresztapa embere                             | N/A                             | Szokol Péter                                    |
| Roberta                                       | N/A                             | Csík Csaba Krisztián                            |
| Bongo                                         | N/A                             | Orosz István                                    |
| Ollie                                         | N/A                             | Szokol Péter (1. hang) F. Nagy Zoltán (2. hang) |
| Bones                                         | N/A                             | Holl Nándor                                     |
| Ollie és Bones haverja                        | N/A                             | Bartucz Attila                                  |
| Keresztapának tisztelgő ember                 | N/A                             | Csuha Lajos                                     |
| Carole kuncsaftja                             | N/A                             | Csuha Lajos                                     |
| Fasírt                                        | N/A                             | Kardos Gábor                                    |
| Vörös-hajú nagydarab nő                       | N/A                             | Simon Eszter                                    |
| Bajszos gengszter, Keresztapa embere          | N/A                             | Uri István                                      |
| Szereplő                                      | Színész (archív felvétel)       | Magyar hang                                     |
| Dennis Carson (A Vérvörös homok című filmben) | Clark Gable                     | Wohlmuth István                                 |
| Vantine (A Vérvörös homok című filmben)       | Jean Harlow                     | Orosz Anna                                      |

## Televíziós megjelenések
- TV2

## Fordítás
- Ez a szócikk részben vagy egészben  a   Heavy Traffic (Film) című német Wikipédia-szócikk fordításán alapul.  Az eredeti cikk szerkesztőit annak laptörténete sorolja fel. Ez a jelzés csupán a megfogalmazás eredetét és a szerzői jogokat jelzi, nem szolgál a cikkben szereplő információk forrásmegjelöléseként.